# HMS Eclipse (H08)
Pour les autres navires du même nom, voir HMS Eclipse.
Pour les articles homonymes, voir H08.
Le HMS Eclipse (pennant number H08) est un destroyer de classe E lancé pour la Royal Navy en 1934.

## Construction

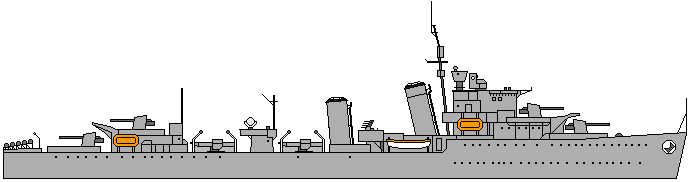
Profil d'un destroyer de la classe E.

Le Eclipse est commandé, dans le cadre du programme naval de 1931, le 1er novembre 1932 pour le chantier naval de William Denny and Brothers de Dumbarton en Ecosse. La pose de la quille est effectuée le 12 mars 1933, le Eclipse est lancé le 12 avril 1934 et mis en service le 29 novembre 1934.
Il est parrainé par la communauté civile de Elland dans le West Riding of Yorkshire, dans le cadre de la Warship Week (semaine des navires de guerre) en février 1942.
L'Eclipse est un des 9 navires de la classe E, version allongée de la classe A de 1927 et sur la classe D précédente, permettant d'améliorer leur endurance. Ses quatre canons, en affût simple, sont de 120 mm (4,7 pouces). Ils sont superposés deux à la proue et les deux autres à la poupe. Deux plateformes de tubes lance-torpilles quadruples de 533 mm sont présentes dans l'axe du navire, installées après les deux cheminées et séparées par une plateforme projecteur. Il n'est pas équipé à l'origine comme dragueur de mines.
Les destroyers des classes E et F déplacent 1 405 Long tons (1 428 t) en charge normale et 1 940 Long tons (1 970 t) en pleine charge. Ils ont une longueur totale de 100,3 mètres, une largeur de 10,1 mètres et un tirant d'eau de 3,8 mètres. Ils sont propulsés par deux turbines à vapeur à engrenages Parsons, chacune entraînant un arbre d'hélice, utilisant la vapeur fournie par trois chaudières à trois tambours Almirauty qui fonctionnent à une pression de 20,7 bar (300 psi) et à une température de 327 °C. Les turbines développent une puissance totale de 36 000 chevaux-vapeur (27 000 kW) et atteignent une vitesse maximale de 35,5 nœuds (65,7 km/h). Les destroyers transportent un maximum de 470-480 tonnes de mazout, ce qui leur donne une autonomie de 6 350 milles marins (11 760 km) à 15 nœuds (28 km/h).L'effectif du navire est de 145 officiers et matelots.
Une modernisation de temps de guerre est opérée dès 1940. À partir de mai 1940, le banc arrière des tubes de torpilles est retiré et remplacé par un canon antiaérien QF de 12 livres 20-cwt, le mât arrière et la cheminée étant coupés pour améliorer le champ de tir du canon. Quatre à huit canons Oerlikon QF de 20 mm sont ajoutés aux navires survivants, remplaçant généralement les supports de mitrailleuse de calibre .50 entre les cheminées. Au début de la guerre, le stockage des grenades sous-marines est passé à 38. En 1943, on lui enlève son canon "Y" sur le pont arrière pour permettre un stockage supplémentaire de grenades sous-marines et l'installation de deux lanceurs de grenades sous-marines supplémentaires. Le canon de 12 livres est retiré pour permettre l'installation d'un radiogoniomètre Huff-Duff sur un mât principal court et pour permettre le stockage de charges sous-marines supplémentaires. On remplace son canon "A" ou "B" par un mortier Hedgehog anti-sous-marin, et sa tour de contrôle et son télémètre au-dessus du pont sont retirés en échange d'un radar de repérage de cible Type 271. Un radar de recherche de surface à courte portée de type 286, adapté du radar ASV de la Royal Air Force, est également ajouté.

## Histoire
Affecté à la 5e flottille de destroyers de la Home Fleet (flotte intérieure) avec ses navires-jumeaux (sister ship), l'Eclipse sert autour des îles britanniques pendant les mois suivants, quittant Plymouth le 31 août 1935 pour la Mediterranean Fleet (flotte méditerranéenne) avec la plupart du reste de la flottille pendant la crise d'Abyssinie. Le destroyer est basé à Haïfa du 8 septembre au 3 octobre, à Alexandrie du 4 octobre au 5 janvier 1936, et dans plusieurs bases de la Méditerranée orientale jusqu'à son départ de la région en mars. Il est réaménagé du 20 mars au 30 avril à Devonport après son retour dans les îles britanniques.

### Seconde Guerre mondiale

#### Opération Menace
À l'automne 1940, l'Eclipse participe à la protection des navires transports de troupes naviguant vers l'Afrique de l'Ouest dans le cadre de l'opération Menace (pour les débarquements proposés à Dakar, plus tard abandonnés). Il rentre chez lui pour rejoindre la 3e flottille de destroyers après avoir été réparé - d'abord à Freetown, en Sierra Leone, puis à Gibraltar. À cette époque, l'un des membres de son équipage était Charles Causley, le poète et radiodiffuseur corlandais, qui a servi comme codeur. Il a ensuite publié deux poèmes sur le navire et ce voyage : "HMS Eclipse Approaches Freetown" et "Immunity".
À partir du 12 avril 1941, l'Eclipse est remis en état à l'arsenal maritime de Devonport, et navigue au début du mois de juin pour rejoindre la 3eflottille de destroyers. Le 25 juin, il est déployé pour protéger les navires du 1er Escadron de mouilleurs de mines lors d'une dépose de mines marines dans le Barrage du Nord, en remplacement du destroyer Brighton, qui a été endommagé lors d'une collision avec le croiseur Kenya. Fin juillet, il fait partie de la protection des destroyers de la Force P - les porte-avions Furious et Victorious, et les croiseurs Devonshire et Suffolk - lors du raid sur Kirkenes et Petsamo (Opération EF).

#### Opération Gauntlet
A la mi-août, l'Eclipse et cinq autres destroyers sont déployés pour servir de protection aux croiseurs Aurora et Nigeria, alors qu'ils escortent le navire de transport de troupes Empress of Canada et le pétrolier auxiliaire Oligarch au Spitzberg dans le cadre de l'opération Gauntlet. Les troupes canadiennes ont débarqué pour détruire du matériel minier et deux stations de radio, tandis que les civils norvégiens et russes étaient évacués.

#### Opération Gearbox
L'Eclipse est resté en service de juin à août, et est transféré à la 8e flottille de destroyers en juillet. En septembre, il est déployé avec les destroyers HMS Amazon, HMS Bulldog, HMS Echo et  HMS Venomous comme protection pour les croiseurs HMS Cumberland et HMS Sheffield afin d'établir une installation de ravitaillement à Lowe Sound au Spitsberg, et d'y réapprovisionner la garnison (opération Gearbox).
Il est ensuite réaménagé dans un chantier naval sur la rivière Humber avant de rejoindre la flottille à Scapa Flow le 20 novembre.

#### La fin duGaetano Donizetti
Le cargo italien SS Gaetano Donizetti de 3 428 tonnes, avait été saisi par les Allemands pour transporter des armes et munitions à Rhodes. Les Allemands ont enfermé quelque 1 600 prisonniers dans ses cales. Le Gaetano Donizetti appareille le 22 septembre 1943 . Le navire longe la côte Est de Rhodes et fait route vers le sud-ouest, en passant par Lindos, au sud. Le navire italien est escorté par le torpilleur allemand TA 10 sous le commandement de l'Oberleutnant zur See Jobst Hahndorff. Le TA 10 était un ex torpilleur léger français de 600 tonnes, La Pomone devenu plus tard le torpilleur italien FR 42 avant d'être l'allemand TA 10
Vers une heure dans la nuit du 23 septembre, le convoi est détecté par l'Eclipse. Le commandant E. Mack ouvre immédiatement le feu. Le Gaetano Donizetti coule en quelques secondes, emportant avec lui tous les prisonniers de guerre italiens, les gardes et l'équipage allemands. Le TA 10 est mis hors de combat. Il est ensuite remorqué jusqu'à Rhodes, où il est sabordé quatre jours plus tard par son équipage.

### Naufrage
Le 24 octobre 1943, l'éclipse touche une mine à l'est de Kalymnos, à la position géographique de 37° 01′ N, 27° 11′ E. Il se brise en deux et coule en cinq minutes, entraînant  dans sa perte 119 marins de son équipage et 134 soldats de la compagnie A, 4e Bataillon, Buffs (Royal East Kent Regiment).

### Honneurs de bataille
- NORWAY 1940
- ARCTIC 1942-42
- SICILY 1943
- ATLANTIC 1943
- SALERNO 1943
- AEGEAN 1943

### Participation auxconvois
L'Eclipse a navigué avec les convois suivants au cours de sa carrière:
1. Convoi AW 66
2. Convoi BC 7R
3. Convoi BC 9R
4. Convoi BC 10/1R
5. Convoi HN 6
6. Convoi HN 14
7. Convoi HN 16
8. Convoi HN 18
9. Convoi HN 21
10. Convoi HN 23B
11. Convoi HX 231
12. Convoi HX 232
13. Convoi HX 234
14. Convoi HX 234
15. Convoi JW 51A
16. Convoi JW 52
17. Convoi JW 53
18. Convoi ON 6(Nor)
19. Convoi ON 11(Nor)
20. Convoi ON 14(Nor)
21. Convoi ON 16(Nor)
22. Convoi ON 18(Nor)
23. Convoi ON 21(Nor)
24. Convoi ON 23(Nor)
25. Convoi ON 25(Nor)
26. Convoi PQ 2
27. Convoi PQ 12
28. Convoi PQ 13
29. Convoi PQ 16
30. Convoi PQ 18
31. Convoi QP 2
32. Convoi QP 10
33. Convoi QP 12
34. Convoi QP 14
35. Convoi RA 51
36. Convoi RA 53
37. Convoi SC 127
38. Convoi TC 9
39. Convoi WS 6A
40. Convoi WS 7

### Commandement
- Lieutenant Commander (Lt.Cdr.) Eric Langton Woodhall (RN) du 31 juillet 1939 au 9 novembre 1939
- Lieutenant Commander (Lt.Cdr.) Ivo Thomas Clark (RN) du 9 novembre 1939 au 10 janvier 1942
- Lieutenant Commander (Lt.Cdr.) Edward Mack (RN) du 10 janvier 1942 au 24 octobre 1943